# Maison historique Chevalier
Das Maison historique Chevalier ist ein Museum in der kanadischen Stadt Québec. Es befindet sich in drei historischen, miteinander verbundenen Gebäuden an der Rue du Marché-Champlain in der Unterstadt. In dem Museum, das zum Verbund Les Musées de la civilisation gehört, wird die Wohnkultur des 18. und 19. Jahrhunderts präsentiert.

## Gebäude

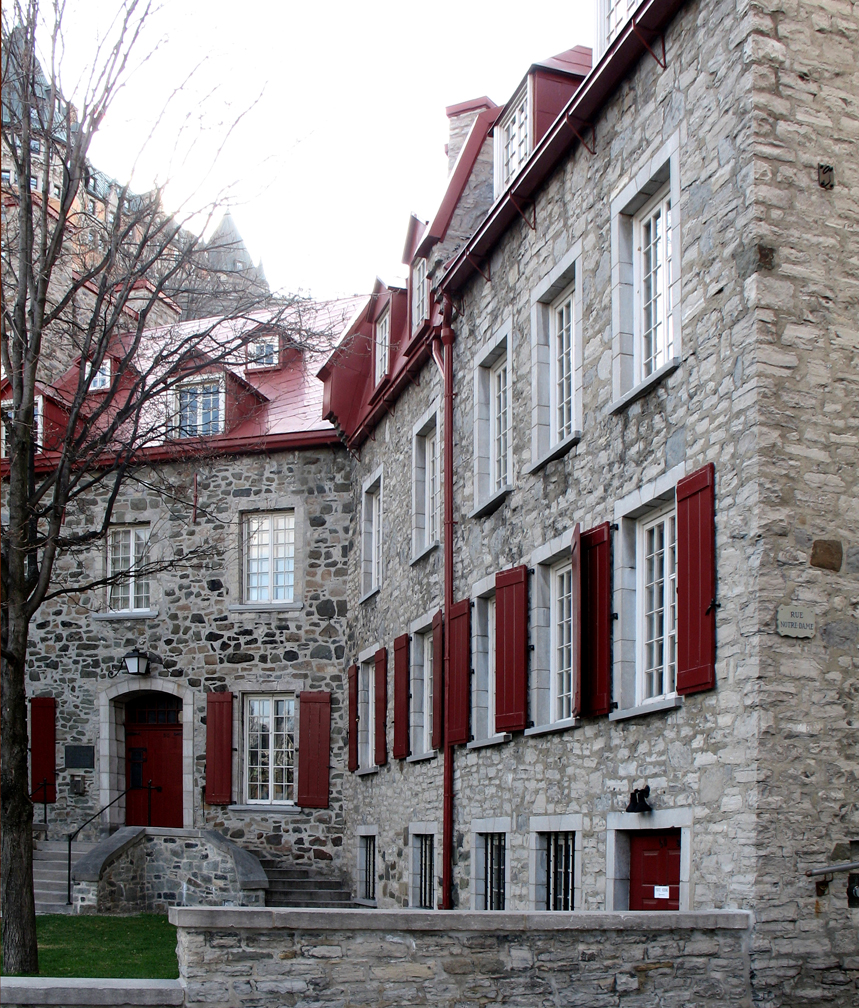
Maison historique Chevalier

Der älteste Gebäudeteil entstand 1683 als Wohnhaus des Notars Thomas Frérot de Lachesnaye und ersetzte ein Holzhaus, das ein Jahr zuvor bei einem Großbrand zerstört worden war. Ab 1720 diente es einige Jahre lang als einfache Herberge. 1752 ließ es ein neuer Besitzer, der Händler Jean-Baptiste Chevalier, vollständig neu errichten und beidseits je ein weiteres Gebäude anbauen. Nach fünf Jahrzehnte dauernder Nutzung als Lagerhaus war darin ab 1807 ein Hotel namens London Coffee House eingerichtet. Bis zu den Aufschüttungsarbeiten im Jahr 1854 grenzte das Ensemble unmittelbar an die Anse aux Barques, eine Bucht des Sankt-Lorenz-Stroms. Die Provinzregierung erwarb das Ensemble 1956 und stellte es unter Denkmalschutz. Nach dem Abschluss einer aufwändigen Restaurierung dient es seit 1965 als Museumsgebäude.